# Luíz Bonfá
Luíz Floriano Bonfá, född 17 oktober 1922, död 12 januari 2001, var en brasiliansk gitarrist, sångare och kompositör, mest känd för sången Manhã da Carnaval (Black Orpheus) från den Oscarsbelönade filmen Orfeu Negro från 1959. Bonfá var tillsammans med João Gilberto en av dem som sägs ha skapat musikstilen bossa nova, delvis tack vare filmmusiken till Orfeu Negro.